# Georges Lakhovsky

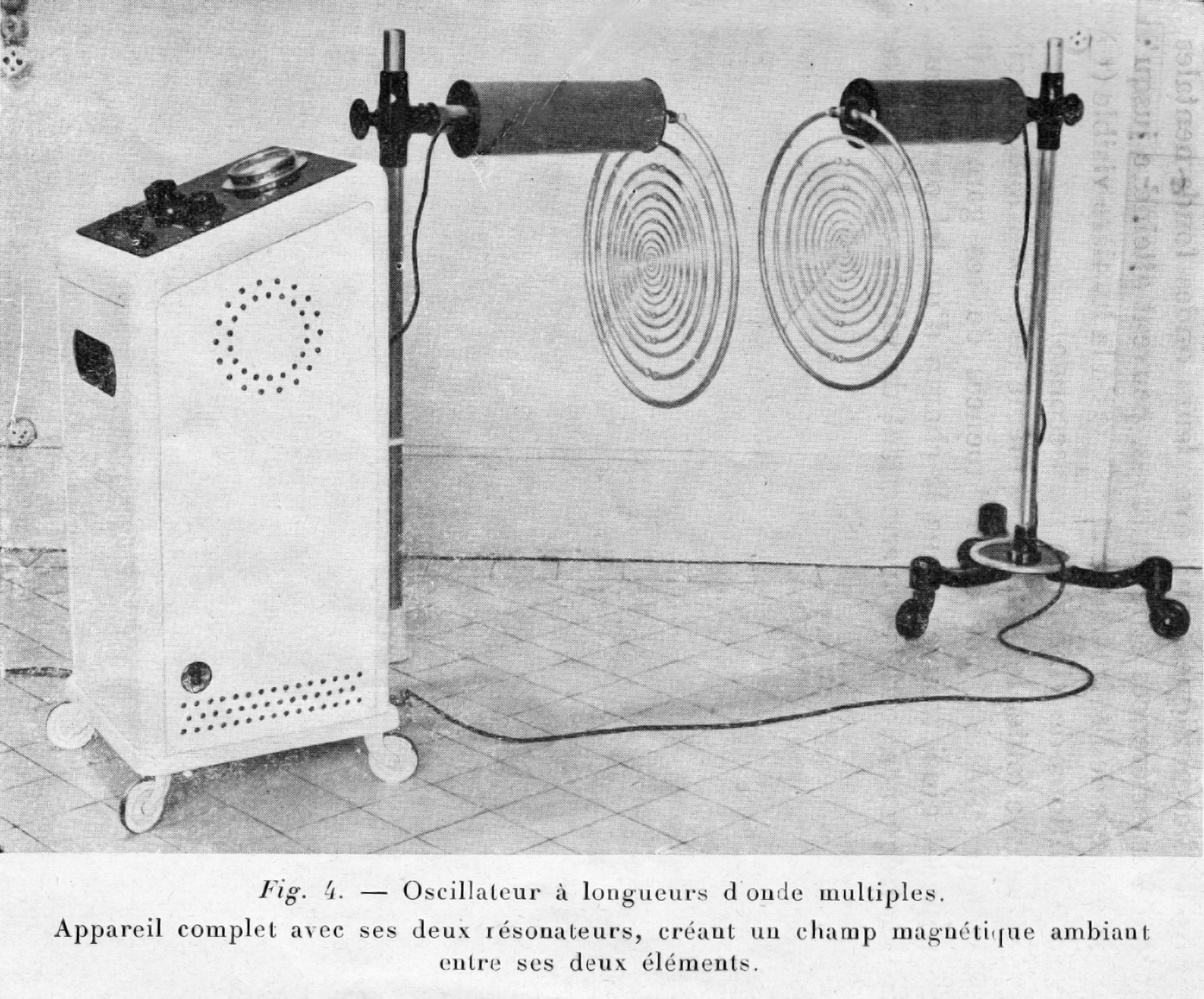
Multiwellenoszillator, Abbildung aus einem Buch Lakhovskys von 1937

Georges Lakhovsky (russisch Георгий Лаховский, auch George Lakhovsky; * 17. September 1870 in Ilja bei Minsk; † 31. August 1942 in Brooklyn, New York) war ein russischer Erfinder. Er wurde bekannt durch die wissenschaftlich nicht anerkannte Hypothese einer drahtlosen Kommunikation zwischen Zellen mittels Hochfrequenz und der Erfindung von Geräten, die angeblich in der Lage sein sollten, Krebserkrankungen zu heilen. 1934 ließ er einen Apparat zur gleichzeitigen Aussendung verschiedener Wellenlängen in den USA patentieren, den so genannten Multiwellenoszillator.

## Werke (Auswahl)
- L’origine de la vie, la radiation et les etres vivants, 1925, Gauthier-Villars et Cie, Paris
- Le Secret de la Vie, 1929, Gauthier-Villars et Cie, Paris
- La Terre et nous, 1933, Fasquelle
- Radiations et ondes, source de notre vie, 1937, S.A.C.L., Paris
- De Moscou a Madrid; Le paradoxe de la democratie, 1937, S.A.C.L., Paris
- La civilisation et la folie raciste, 1941, Editions de la Maison Francaise, New York